# Dissin
Dissin ist sowohl eine Gemeinde (französisch commune rurale) als auch ein dasselbe Gebiet umfassendes Departement im westafrikanischen Staat Burkina Faso in der Region Sud-Ouest und der Provinz Ioba. Die Gemeinde hat 38.644 Einwohner.

## Söhne und Töchter
- Laurent Birfuoré Dabiré (* 1965), römisch-katholischer Erzbischof von Bobo-Dioulasso
- Raphaël Kusiélé Dabiré (* 1948), römisch-katholischer Bischof von Diébougou